# Gail Collins (artiste)
Ne doit pas être confondu avec Gail Collins (journaliste).
Gail Collins Pappalardi, née le 2 février 1941 et décédée le 6 décembre 2013, est une artiste et auteur-compositrice américaine. Elle a été la femme de Felix Pappalardi.

## Biographie et carrière
Elle a écrit les paroles de nombreuses chansons du groupe Mountain pour lequel elle est également auteur d'une partie des pochettes ou livrets des albums Mountain Climbing et Nantucket Sleighride. Elle a coécrit pour le groupe Cream les titres World of Pain avec Pappalardi et Strange Brew avec Pappalardi et Eric Clapton. 
Le 17 avril 1983, elle tire une balle dans le cou de Felix Pappalardi dans leur appartement de Manhattan. Il meurt sur place et Gail est accusée de meurtre au second degré,. En 1984, Gail Collins Pappalardi est acquittée de l'accusation de meurtre mais est condamnée pour homicide par imprudence,. Incarcérée le 21 octobre 1983, elle est mise en liberté sous conditions le 30 avril 1985.
Elle meurt le 6 décembre 2013 au Mexique.